# Turnera velutina
Turnera velutina là một loài thực vật có hoa trong họ Lạc tiên. Loài này được Benth. miêu tả khoa học đầu tiên năm 1842.